# Glenn H. Mullin
Glenn H. Mullin (né le 22 juin 1949, Québec, Canada), est un tibétologue canadien. 

## Biographie
Glenn Mullin a vécu dans la partie himalayenne de l'Inde entre 1972 et 1984, où il a étudié la philosophie, la littérature, la méditation, le yoga, et la culture tibétaine avec trente-cinq des grands maîtres des quatre écoles du bouddhisme tibétain d'Inde. 
Ses deux principaux maîtres furent Ling Rinpoché (1903-1983) et Trijang Rinpoché (1901-1981), connus pour avoir été les tuteurs seniors et juniors du 14e dalaï-lama. D'autres enseignants de Mullin et maîtres d'initiation comprennent le 14e dalaï-lama, Sakya Trizin Rinpoché, Kalou Rinpoché, Ngakpa Yeshe Dorje Rinpoché, Taï Sitou Rinpoché, Khenchen Konchok Gyaltsen, Guéshé Ngawang Dargyey, Geshey Rabten, et Gongsar Tulku. 
Après son retour en Amérique du Nord en 1984, Glenn a fondé The Mystical Arts of Tibet. Cette association, sous sa direction, a facilité les tournées de musique et de danse des visites de moines tibétains en Amérique du Nord. Ce furent les premières visites en Occident, ils comprenaient également des démonstrations de mandala de sable . Conformément à leur objectif principal, ces échanges culturels ont contribué ... "mystiquement à la paix mondiale et la guérison planétaire" et ils ont soulevé "une prise de conscience de la situation au Tibet," à l'époque. Par ailleurs l'association a généré des fonds de la communauté des réfugiés de l'Inde et plus tard a consacré sa mission pour les activités de Drepung Loseling, la plus grande des universités monastiques du Tibet. 
Mullin est l'auteur de plus de vingt-cinq livres sur le bouddhisme tibétain. Beaucoup d'entre eux mettent l'accent sur la vie et les œuvres des premiers Dalaï-Lama. Certains de ses autres titres comprennent Tsongkhapa de six yogas de Naropa et la pratique du Kalachakra (Snow Lion); Le livre des morts tibétain (Arkana / Viking Penguin); Mystical Verses of a Mad Dalai Lama (Quest Books); L'Arts mystiques du Tibet (Longstreet Press), et Les Quatorze Dalaï-Lama, ainsi que Les Bouddhas féminins ( Clear Light Books ). Il a également travaillé en tant que spécialiste de terrain sur trois films liées au Tibet et cinq documentaires de télévision, et a co-produit cinq enregistrements audio de musique tibétaine sacré. En 2002, son livre Les Quatorze Dalaï-Lama a été nommé pour le prestigieux prix NAPRA pour le meilleur livre, et en 2004 son livre Les Bouddhas féminins a remporté le Prix du meilleur livre de Foreword Magazine.

## Ouvrages
- Les Quatorze Dalaï-lamas, préface du 14e dalaï-lama, traduction Philippe Beaudoin, éditions du Rocher, 2004,  (ISBN 2268050300)
- (en) Glenn H. Mullin et Jeff Watt, Female Buddhas, Women of Enlightenment in Tibetan Mystical Art, Santa Fe, Clear Light Publishers, 2003, 231 p. (ISBN 1-57416-068-0)
- Essence of Refined Gold by Third Dalai Lama. (1978). Tushita Books.
- Path of the Bodhisattva Warrior: The Life and Teachings of the Thirteenth Dalai Lama. (1987). Snow Lion Publications.  (ISBN 978-0-937938-55-3).
- A Long Look Homeward, An Interview with the Dalai Lama of Tibet. (1978). Snow Lion Publications.  (ISBN 978-0-937938-58-4).
- Death and Dying (Arkana). (1988). Penguin (Non-Classics).  (ISBN 978-0-14-019013-7).
- The Practice of Kalachakra. (1991). Snow Lion Publications.  (ISBN 978-0-937938-95-9).
- Tsongkhapa's Six Yogas of Naropa. (1996). Snow Lion Publications.  (ISBN 978-1-55939-058-3). Kindle Digital Edition, 2005.
- Gems of Wisdom from the Seventh Dalai Lama (Tibetan Buddhist Philosophy). (1999). Glenn H. Mullin.  (ISBN 978-1-55939-132-0).
- The Fourteen Dalai Lamas: A Sacred Legacy of Reincarnation. (2001) Clear Light Publishers, Santa Fe, New Mexico.  (ISBN 1-57416-092-3).
- Mystical Verses of a Dalai Lama. (2003). Motilal Banarsidass, New Delhi.  (ISBN 978-81-7822-117-5).
- The Second Dalai Lama: His Life and Teachings. (2005). Snow Lion Publications.  (ISBN 978-1-55939-233-4).
- The Practice of the Six Yogas of Naropa. (2006). Snow Lion Publications; 2nd edition. First edition 1977.  (ISBN 978-1-55939-256-3).
- The Flying Mystics of Tibetan Buddhism. (2006). Serindia Publications.  (ISBN 978-1-932476-18-7).
- The Dalai Lamas on Tantra (2006). Snow Lion Publications.
- Buddha in Paradise: A Celebration in Himalayan Art. (2007). Rubin Museum of Art.  (ISBN 978-0-9772131-1-5).
- Living in the Face of Death: The Tibetan Tradition. (1998). Snow Lion Publications.  (ISBN 978-1-55939-310-2). Also available in digital Kindle Edition.

## Sources
- Arkana/Viking Penguin, Penguin Group (Canada) - HOME - March 2007. Penguin Group (Canada). 14 Mar 2007 <http://www.penguin.ca>.
- "Faces and Lives of Glenn H. Mullin." Dharma Avenue. 07/22/05. Dharma Avenue Buddhist Learning Center. 13 Mar 2007 <http://www.dharmaavenue.com/faces-lives/glenn-h-mullin.htm>.
- Foreword Magazine, "ForeWord Magazine: Reviews of Good Books, Independently Published." 14 Mar 2007 <http://www.forewordmagazine.com/>.
- Tibetan Museum Society, "An Interview with Glenn H. Mullin." Asian Art from the greater Himalayan region. 07/22/05. Tibetan Museum Society. May 2006 <http://www.tibetan-museum-society.org/java/arts-culture-interview-Mullin.jsp>.